# Chasse à l'épuisement

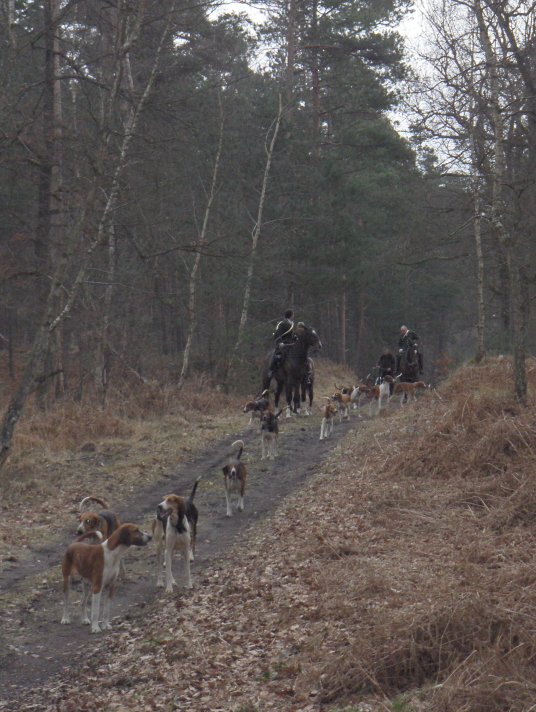
Un mode de chasse ancestral, la vénerie, utilise la technique de chasse à l'épuisement.

La chasse à l'épuisement est un mode de chasse au cours duquel des prédateurs poursuivent leurs proies jusqu'à ce qu'elles soient épuisées pour qu'ils puissent marcher jusqu'à elles et les tuer.
Cette chasse à l'épuisement est une théorie dans l'histoire évolutive des homininés, correspondant à « une forme de chasse au cours de laquelle l'homme utilise la course d'endurance pendant la grande chaleur de midi pour amener sa proie dans un état d'hyperthermie et d'épuisement tel qu'elle peut alors être facilement rejointe et abattue »,,,. Si les humains peuvent aisément réguler leur température corporelle par la transpiration (grâce à des millions de glandes sudoripares combinées à une absence de pelage), le gibier quadrupède doit ralentir ou s'arrêter pour pouvoir haleter : même au galop, peu d'animaux sont capables de suivre le peloton des meilleurs marathoniens.
Aujourd'hui, cette technique est très rarement employée. Elle nécessite des qualités physiques d'endurance pour la course de fond. Elle est notamment pratiquée par les peuples San du désert du Kalahari (sud de l'Afrique) ou les Tarahumaras (Mexique).

## Description technique
La chasse à l'épuisement se pratique au moment le plus chaud d'une journée.
Le chasseur choisit une proie, et la chasse à une vitesse intermédiaire entre son trot et son galop, ce qui pour un quadrupède est la plus inefficace des allures. Il continue cette poursuite des heures durant.
Il peut perdre de vue sa proie, et dans ce cas, il lui faut suivre la piste et connaître les mœurs de l'animal pour poursuivre la chasse.
En fin de compte, la proie forcée est aux abois, en hyperthermie, et incapable de fuir plus avant. Le chasseur, qui a une meilleure thermorégulation et une meilleure capacité à varier l'allure, peut alors l'approcher et la mettre à mort pendant qu'elle est sans ressource et ne peut plus attaquer.

### Conditions d'exécution
1. La chasse à l'épuisement doit être menée pendant la chaleur du jour, pour que l'animal puisse être forcé à l'hyperthermie.
2. Le chasseur doit être capable de suivre son gibier à la trace, parce qu'il va vraisemblablement le perdre de vue pendant qu'il le force.
3. Une telle course demande de grandes ressources en eau, en sel, et en glycogène.
4. Bien que le taux de succès soit élevé (de l'ordre de 50 %[3]), des chasses infructueuses sont extrêmement coûteuses pour le chasseur. La chasse à l'épuisement suppose donc un système social dans lequel les individus partagent la nourriture, de manière que les chasseurs bredouilles puissent en emprunter aux autres quand nécessaire.

## Exemples modernes de chasse à l'épuisement

Chasseur Bochiman.

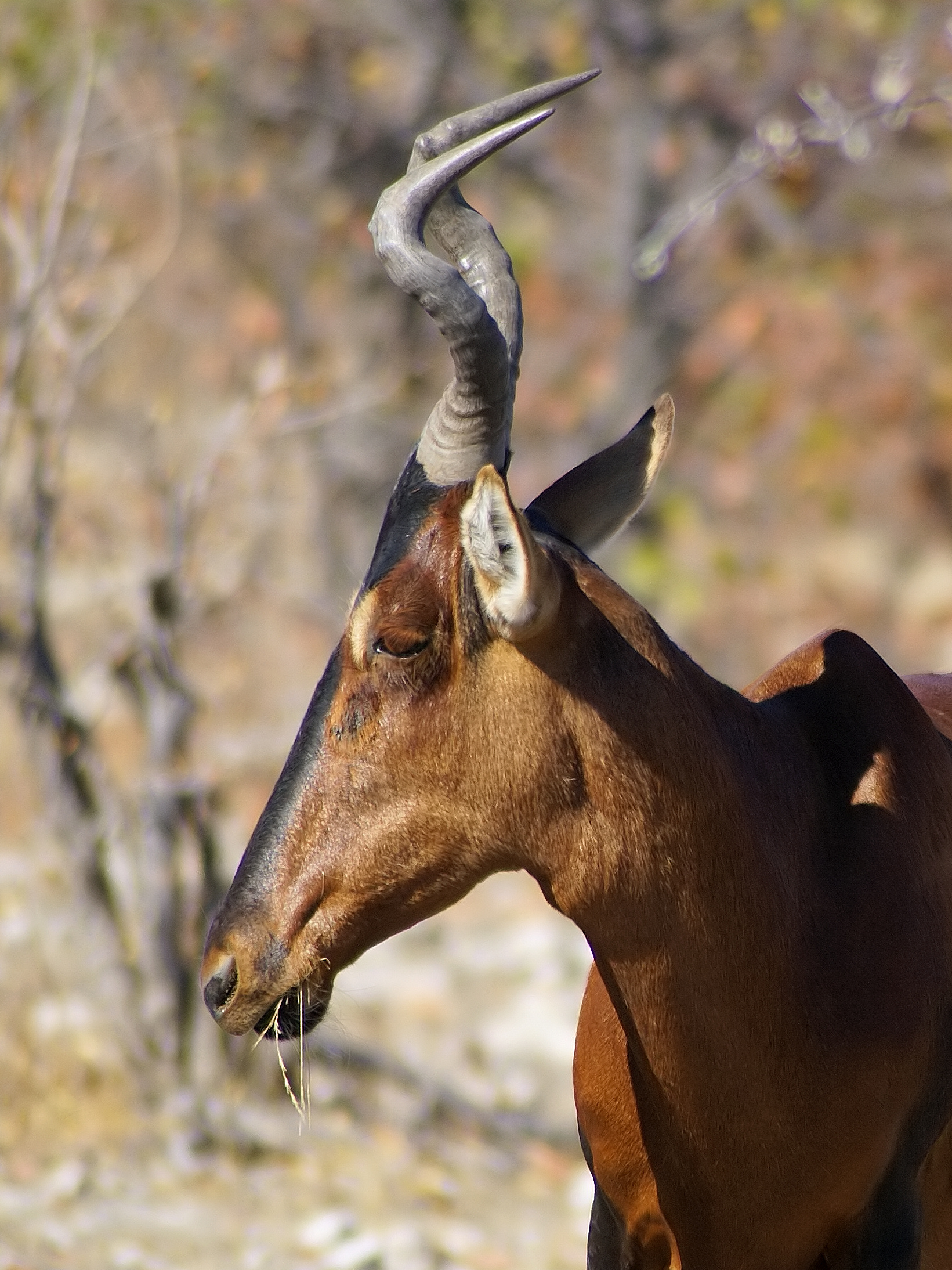
Bubale roux (Alcelaphus caama).

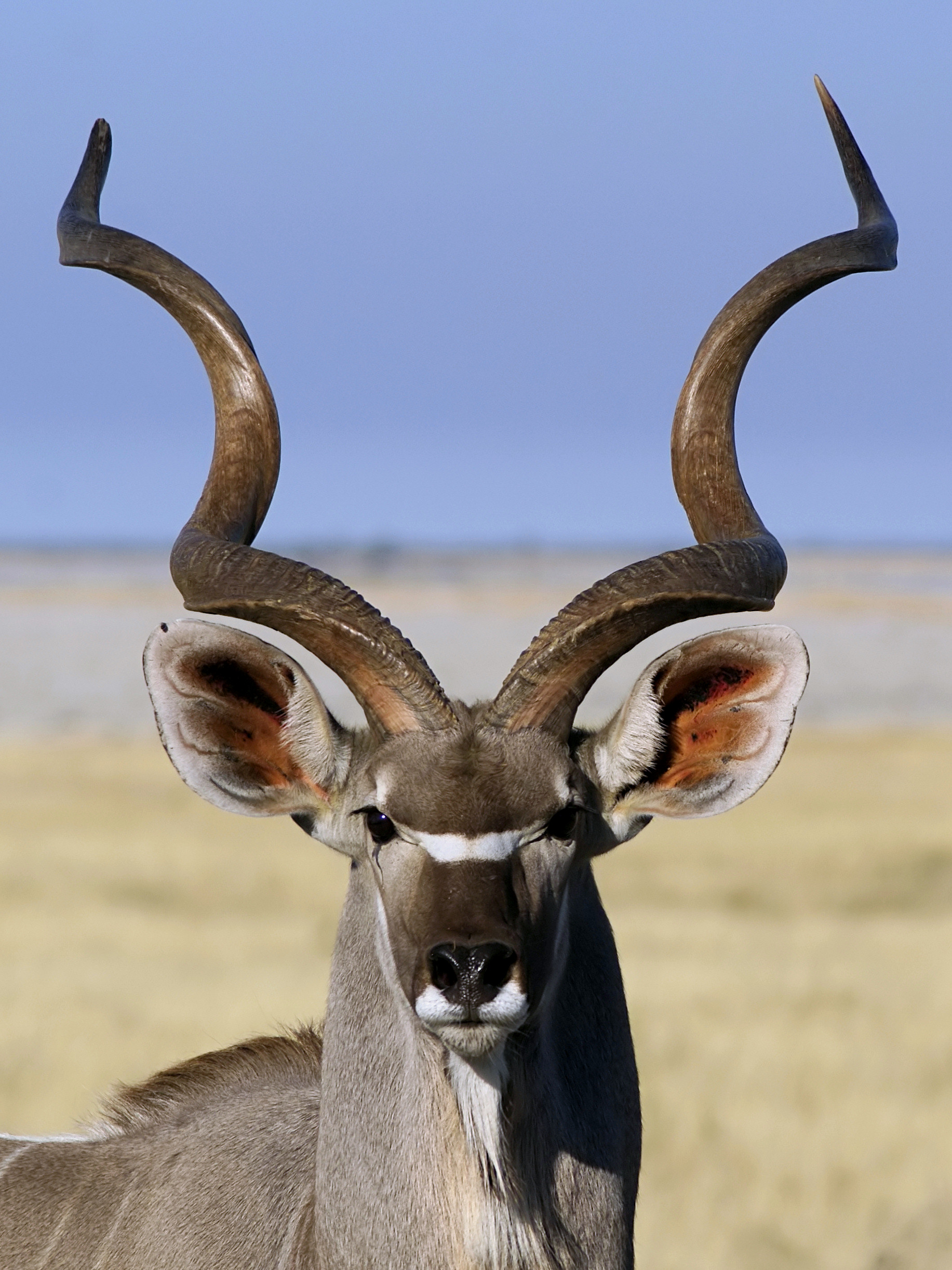
Grand koudou (Tragelaphus strepsiceros).

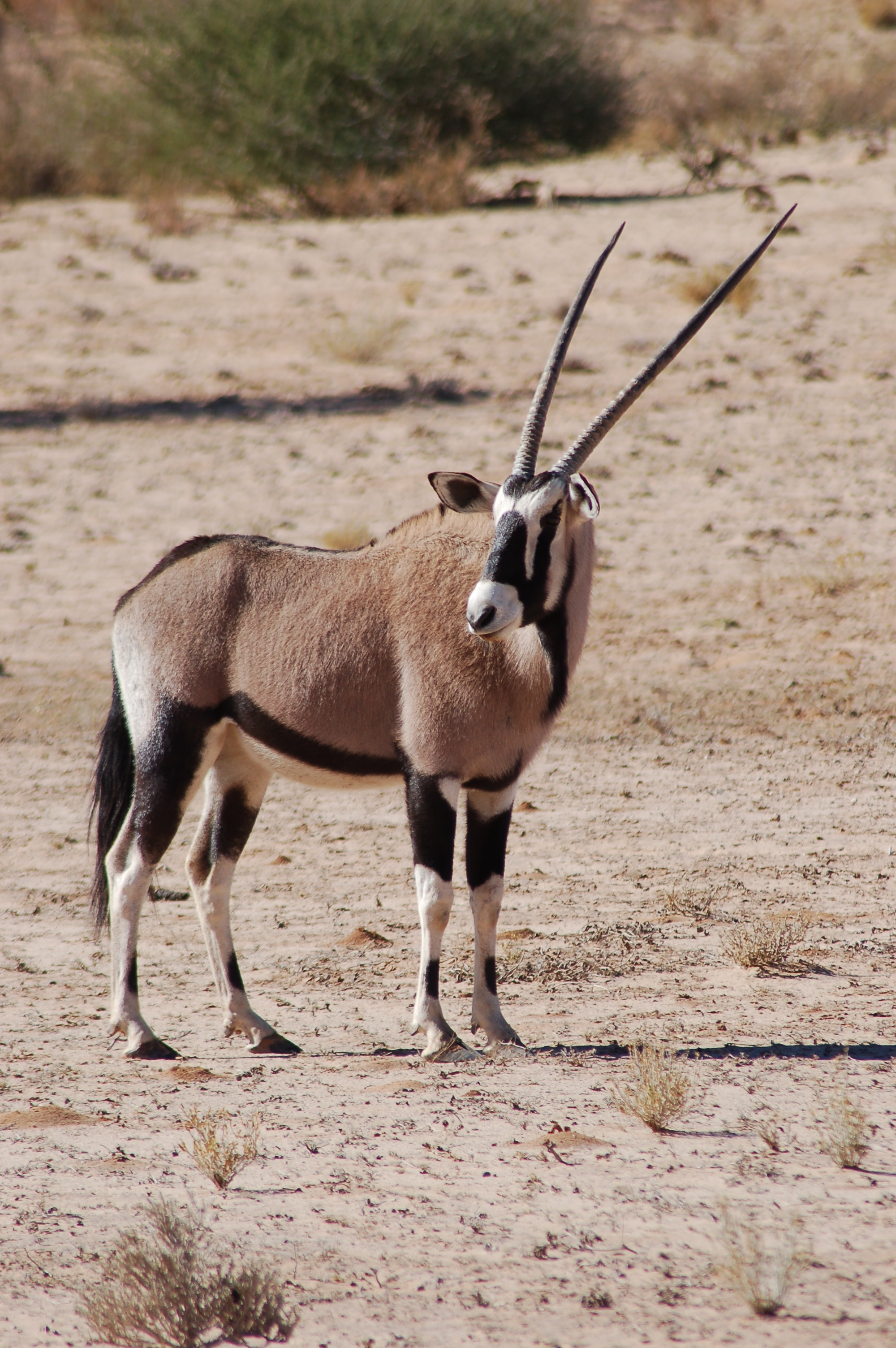
Oryx gazelle (Oryx gazella).

Bien qu'il soit difficile de reconstituer avec précision l'époque où la chasse à l'épuisement a pu être utilisée, et la méthode exacte employée, nous disposons de témoignages relativement récents d'une telle chasse à l'épuisement employée dans les temps modernes. Des tribus dans le désert du Kalahari ont été signalées comme ayant employé la chasse à l'épuisement. En terrain ouvert, les tribus !Xo[Qui ?] et /Gwi[Qui ?] poursuivent des animaux lents, comme l'oryctérope ou le porc-épic ; aux heures les plus chaudes de la journée ils poursuivent des herbivores comme l'éland, le grand koudou, l'oryx gazelle, le bubale roux, le duiker, ou le raphicère Champêtre, mais également des félins comme le guépard, le caracal ou le chat sauvage d’Afrique.
Outre ces tribus africaines, il a été avancé qu'en Amérique, la chasse à l'épuisement a pu être pratiquée par les Tarahumarass au Mexique, et par les Païutes et les Navajos dans le sud-ouest américain, pour capturer des proies variées comme des daims ou des pronghorns. De même, les Aborigènes d'Australie ont chassé le kangourou de manière similaire.
De nos jours, on peut penser que la chasse à l'épuisement n'est plus une méthode pertinente pour chasser son repas, compte tenu de la disponibilité d'armes, de véhicules motorisés, et d'instruments divers. Cependant, on a quelques exemples d'une telle chasse pratiquée y compris dans les temps modernes : dans le désert du Kalahari, les !Xo et les /Gwi continuent à la pratiquer, et ont mis au point des techniques très élaborées pour le faire. De même, la famille Lykov en Russie, qui a vécu isolée pendant quarante ans, a pratiqué la chasse à l'épuisement faute de disposer d'armes.

### Différences saisonnières
À l'inverse, pendant la saison sèche, les chasseurs poursuivent l'éland, le bubale roux et l'antilope, parce que ces espèces se fatiguent plus facilement dans le sable sec. Les chasseurs indiquent que la meilleure saison pour chasser ces animaux est vers la fin de la saison sèche, au moment où ils sont malnutris, et donc plus facile à amener à l'épuisement.
En choisissant l'animal le plus vulnérable à chaque saison, le chasseur améliore sa performance en chasse à l'épuisement.

## Chasse à l'épuisement auPaléolithique inférieur
- Voir : Hypothèse du coureur de fond

On objecte souvent contre la plausibilité de la chasse à l'épuisement qu'il y a bien plus efficace pour attraper un gibier, comme la chasse à l'arc ou à la lance. Il faut cependant se rappeler qu'au Paléolithique inférieur, les humains commençaient à peine à utiliser des outils de pierre sous forme de galet aménagé, et les lances n'étaient tout au plus que des bâtons mal aiguisés. Faute de lance ou d'arc, ils ne pouvaient chasser qu'à très faible distance — au plus de six à dix mètres.
Pour chasser, nos ancêtres ont donc dû inventer un moyen de frapper leur proie à faible distance, sans risquer de se faire eux-mêmes blesser en retour. Dans ce contexte, la chasse à l'épuisement est une solution, parce qu'elle permet de faciliter la mise à mort, un animal en état d'épuisement et d'hyperthermie ne pouvant pas se défendre violemment.
Étant donné la difficulté que représente la poursuite d'un animal en fuite, la capacité à suivre une piste a dû être un préalable à la course à l'endurance.
Les scientifiques supposent que les premières méthodes de pistage ont pu être développée sous forme de « pistage systémique » dans des terrains ouverts et faiblement végétalisés, comme le désert du Kalahari en Afrique du Sud. Ce « pistage systémique » se limite dans ce cas à suivre les traces de pas de l'animal, et peut facilement être utilisé pour suivre des herbivores sur du terrain où leur passage laisse des traces. Les restes de squelette suggèrent que pendant le Paléolithique moyen, les hominines ont eu recours au pistage systémique non pas pour chasser des animaux de taille intermédiaire dans un couvert végétal, mais pour pister des antilopes dans une prairie plus ouverte.
Par la suite, durant le Paléolithique moyen et supérieur, le pistage a évolué vers un « pistage spéculatif » : lorsque les traces ne peuvent pas facilement être suivies, Homo anticipe la réaction de son gibier et interprète d'autres indices pour déterminer où il a le plus de chances de se diriger, et localiser ainsi à nouveau sa proie.
Cette méthode avancée permet de retrouver une proie dans une plus grande variété de terrains, rendant encore plus plausible l'hypothèse d'une utilisation de la course de fond pour une chasse à l'épuisement.